# DualDisc

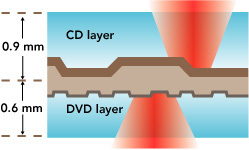
Mecanismo DualDisc.

Dualdisc é uma mídia com dois lados com o mesmo repertório ou não. Um lado CD e outro DVD, o lado "CD" pode ser reproduzido em qualquer aparelho de som, e o lado DVD em aparelhos de DVD convencionais.
A diferença é que o lado DVD recebe mixagem em surround sound (5.1 canais), para ser ouvido também em home theater.